# Mistrovství Evropy v orientačním běhu 2004
5. Mistrovství Evropy v orientačním běhu (anglicky: 2004 European Orienteering Championships) se konalo ve dnech 10.–17. července 2004 v Dánsku, se závodním centrem v Roskilde na ostrově Sjælland. Závody proběhly ve čtyřech disciplínách: sprint, střední trať, klasická trať a štafety. Pořadatelem byla Dánská orientační federace (Dansk Orienterings-Forbund) ve spolupráci s místními kluby. Nejúspěšnější závodnicí mistrovství byla Simone Niggli-Luder (Švýcarsko), která vyhrála sprint a klasickou trať, zatímco v kategorii mužů exceloval Emil Wingstedt (Švédsko), vítěz sprintu a držitel dvou dalších medailí. Střední trať ovládl francouzský specialista Thierry Gueorgiou a v štafetách triumfovalo Finsko (muži) a Švédsko (ženy). Terény závodů kombinovaly rovinaté lesy Grønholt Hegn, městské prostředí Roskilde pro sprint a kopcovité bukové lesy Møns Klint pro klasickou trať a štafety. Mistrovství přitáhlo širokou mezinárodní účast, závodilo 27 národních týmů.

## Program závodů
Mistrovství Evropy v orientačním běhu 2004 zahrnovalo několik závodních dnů, během nichž se uskutečnily kvalifikace i finálové závody ve všech čtyřech disciplínách. Závodníci se museli vypořádat s různorodými terény, od městských oblastí po husté lesy a kopcovitou krajinu. Šampionát odstartoval 12. července kvalifikací na střední traťi v Grønholt Hegn, což je technicky náročný, ale poměrně rovinatý les. Finále této disciplíny proběhlo o den později na stejném místě. Dne 14. července se uskutečnil sprint v historickém centru Roskilde, který nabídl dynamický závod v úzkých městských uličkách a přilehlých parcích. Městské prostředí kladlo důraz na rychlé rozhodování a precizní volbu postupu. Po dni odpočinku následovala 15. července kvalifikace na klasickou trať v Klinteskoven, lesnaté oblasti na ostrově Møn. Finále této disciplíny se běželo následující den, přičemž trať zahrnovala členitý terén s výrazným převýšením a technicky náročnými volbami postupů. Vrchol mistrovství přišel 17. července, kdy se konaly štafety v Klinteskovenu. Tento závod byl rozhodující pro mnoho týmů a přinesl napínavé momenty až do posledních úseků. Podrobné informace o rozpisu závodů a jejich lokalitách byly uvedeny v oficiálním bulletinu šampionátu.
| Roskilde Centrum Mistrovství Evropy 2004 DÁNSKO | Den          | Závod                | Centrum závodu |
| ----------------------------------------------- | ------------ | -------------------- | -------------- |
| Roskilde Centrum Mistrovství Evropy 2004 DÁNSKO | 12. července | Kvalifikace - Middle | Grønholt Hegn  |
| Roskilde Centrum Mistrovství Evropy 2004 DÁNSKO | 13. července | Finále - Middle      | Grønholt Hegn  |
| Roskilde Centrum Mistrovství Evropy 2004 DÁNSKO | 14. července | Kvalifikace - Sprint | Roskilde       |
| Roskilde Centrum Mistrovství Evropy 2004 DÁNSKO | 14. července | Finále - Sprint      | Roskilde       |
| Roskilde Centrum Mistrovství Evropy 2004 DÁNSKO | 15. července | Kvalifikace - Long   | Klinteskoven   |
| Roskilde Centrum Mistrovství Evropy 2004 DÁNSKO | 16. července | Finále - Long        | Klinteskoven   |
| Roskilde Centrum Mistrovství Evropy 2004 DÁNSKO | 17. července | Štafety              | Klinteskoven   |

## Výsledky Sprint
Sprintový závod se konal 14. července 2004 v historickém centru Roskilde, kde tratě vedly úzkými uličkami, městskými parky a otevřenými prostory v okolí katedrály. Tento typ prostředí kladl důraz na rychlé rozhodování, precizní volbu postupů a plynulé provedení. V mužské kategorii zvítězil Emil Wingstedt (Švédsko), který předvedl bezchybný výkon a zvítězil s časem 13:35 minut. Stříbrnou medaili získal Andrej Chramov (Rusko), zatímco bronz si odvezl Mårten Boström (Finsko). Mezi ženami dominovala Simone Niggli-Luder (Švýcarsko), která zvítězila s náskokem 19 sekund před Jenny Johansson (Švédsko). Třetí místo obsadila Emma Engstrand (Švédsko). Sprint patřil k nejatraktivnějším závodům mistrovství díky diváckému zázemí a napínavým soubojům v těsných intervalech mezi závodníky.
| Zkrácené výsledky                                              | Zkrácené výsledky                                              | Zkrácené výsledky                                              | Zkrácené výsledky                                              | Zkrácené výsledky                                              | Zkrácené výsledky                                              | Zkrácené výsledky                                              | Zkrácené výsledky                                              | Zkrácené výsledky                                              | Zkrácené výsledky                                              |
| Muži                                                           | Muži                                                           | Muži                                                           | Muži                                                           | Muži                                                           | Ženy                                                           | Ženy                                                           | Ženy                                                           | Ženy                                                           | Ženy                                                           |
| -------------------------------------------------------------- | -------------------------------------------------------------- | -------------------------------------------------------------- | -------------------------------------------------------------- | -------------------------------------------------------------- | -------------------------------------------------------------- | -------------------------------------------------------------- | -------------------------------------------------------------- | -------------------------------------------------------------- | -------------------------------------------------------------- |
| - Traťové parametry: 3,0 km, 20 kontrol - Mapa : Roskilde City | - Traťové parametry: 3,0 km, 20 kontrol - Mapa : Roskilde City | - Traťové parametry: 3,0 km, 20 kontrol - Mapa : Roskilde City | - Traťové parametry: 3,0 km, 20 kontrol - Mapa : Roskilde City | - Traťové parametry: 3,0 km, 20 kontrol - Mapa : Roskilde City | - Traťové parametry: 2,5 km, 16 kontrol - Mapa : Roskilde City | - Traťové parametry: 2,5 km, 16 kontrol - Mapa : Roskilde City | - Traťové parametry: 2,5 km, 16 kontrol - Mapa : Roskilde City | - Traťové parametry: 2,5 km, 16 kontrol - Mapa : Roskilde City | - Traťové parametry: 2,5 km, 16 kontrol - Mapa : Roskilde City |
| Umístění                                                       | Země                                                           | Jméno a příjmení                                               | Čas                                                            | Ztráta                                                         | Umístění                                                       | Země                                                           | Jméno a příjmení                                               | Čas                                                            | Ztráta                                                         |
| Zlatá medaile                                                  | Švédsko                                                        | Emil Wingstedt                                                 | 13:35                                                          | 0:00                                                           | Zlatá medaile                                                  | Švýcarsko                                                      | Simone Niggli-Luder                                            | 12:18                                                          | 0:00                                                           |
| Stříbrná medaile                                               | Rusko                                                          | Andrey Khramov                                                 | 13:46                                                          | +0:11                                                          | Stříbrná medaile                                               | Švédsko                                                        | Jenny Johansson                                                | 12:37                                                          | +0:19                                                          |
| Bronzová medaile                                               | Finsko                                                         | Mårten Boström                                                 | 13:51                                                          | +0:16                                                          | Bronzová medaile                                               | Švédsko                                                        | Emma Claesson                                                  | 12:49                                                          | +0:31                                                          |
| 32.                                                            | Česko                                                          | Luboš Matějů                                                   | 14:53                                                          | +1:18                                                          | 18.                                                            | Česko                                                          | Dana Brožková                                                  | 13:39                                                          | +1:21                                                          |
| 40.                                                            | Česko                                                          | Petr Losman                                                    | 15:23                                                          | +1:48                                                          | 25.                                                            | Česko                                                          | Zuzana Macúchová                                               | 13:51                                                          | +1:33                                                          |
| DSQ                                                            | Česko                                                          | Rudolf Ropek                                                   | DSQ                                                            | -                                                              | 31.                                                            | Česko                                                          | Martina Dočkalová                                              | 14:05                                                          | +1:47                                                          |
|                                                                |                                                                |                                                                |                                                                |                                                                | 35.                                                            | Česko                                                          | Marta Štěrbová                                                 | 14:05                                                          | +1:47                                                          |
|                                                                |                                                                |                                                                |                                                                |                                                                | 43.                                                            | Česko                                                          | Eva Pekárková                                                  | 14:53                                                          | +2:35                                                          |
| Oficiální výsledky (Archiv)                                    |                                                                |                                                                |                                                                |                                                                |                                                                |                                                                |                                                                |                                                                |                                                                |

## Výsledky Krátká trať (Middle)
Závod na střední trati proběhl 13. července 2004 v lese Grønholt Hegn, který se vyznačuje rovinatým terénem s hustou sítí cest a melioračních rýh. Tento typ terénu vyžadoval přesnou mapovou práci a plynulé provedení postupů. V mužské kategorii dominoval Thierry Gueorgiou (Francie), který si díky precizní navigaci a rychlému tempu doběhl pro zlato. Druhé místo obsadil Jarkko Huovila (Finsko), zatímco bronz získal Emil Wingstedt (Švédsko), který potvrdil svou všestrannost po triumfu ve sprintu. Mezi ženami zvítězila Hanne Staff (Norsko), která si udržela stabilní výkon po celou trať. Stříbrnou medaili překvapivě vybojovala Dainora Alšauskaitė (Litva), což bylo historicky nejlepší umístění litevské závodnice na evropském šampionátu. Bronz získala Tatiana Rjabkina (Rusko), která prokázala výbornou fyzickou připravenost a technickou preciznost. Střední trať byla mezi závodníky hodnocena jako technicky náročná, přičemž hlavní výzvou bylo správné čtení terénních detailů a plynulé provedení dohledávek kontrol. 
| Výsledky Krátká trať (Middle)                                                 | Výsledky Krátká trať (Middle)                                                 | Výsledky Krátká trať (Middle)                                                 | Výsledky Krátká trať (Middle)                                                 | Výsledky Krátká trať (Middle)                                                 | Výsledky Krátká trať (Middle)                                                 | Výsledky Krátká trať (Middle)                                                 | Výsledky Krátká trať (Middle)                                                 | Výsledky Krátká trať (Middle)                                                 | Výsledky Krátká trať (Middle)                                                 |
| Muži                                                                          | Muži                                                                          | Muži                                                                          | Muži                                                                          | Muži                                                                          | Ženy                                                                          | Ženy                                                                          | Ženy                                                                          | Ženy                                                                          | Ženy                                                                          |
| ----------------------------------------------------------------------------- | ----------------------------------------------------------------------------- | ----------------------------------------------------------------------------- | ----------------------------------------------------------------------------- | ----------------------------------------------------------------------------- | ----------------------------------------------------------------------------- | ----------------------------------------------------------------------------- | ----------------------------------------------------------------------------- | ----------------------------------------------------------------------------- | ----------------------------------------------------------------------------- |
| - Traťové parametry: 6,4 km, 22 kontrol, 95m převýšení - Mapa : Grønholt Hegn | - Traťové parametry: 6,4 km, 22 kontrol, 95m převýšení - Mapa : Grønholt Hegn | - Traťové parametry: 6,4 km, 22 kontrol, 95m převýšení - Mapa : Grønholt Hegn | - Traťové parametry: 6,4 km, 22 kontrol, 95m převýšení - Mapa : Grønholt Hegn | - Traťové parametry: 6,4 km, 22 kontrol, 95m převýšení - Mapa : Grønholt Hegn | - Traťové parametry: 5,3 km, 21 kontrol, 90m převýšení - Mapa : Grønholt Hegn | - Traťové parametry: 5,3 km, 21 kontrol, 90m převýšení - Mapa : Grønholt Hegn | - Traťové parametry: 5,3 km, 21 kontrol, 90m převýšení - Mapa : Grønholt Hegn | - Traťové parametry: 5,3 km, 21 kontrol, 90m převýšení - Mapa : Grønholt Hegn | - Traťové parametry: 5,3 km, 21 kontrol, 90m převýšení - Mapa : Grønholt Hegn |
| Umístění                                                                      | Země                                                                          | Jméno a příjmení                                                              | Čas                                                                           | Ztráta                                                                        | Umístění                                                                      | Země                                                                          | Jméno a příjmení                                                              | Čas                                                                           | Ztráta                                                                        |
| Zlatá medaile                                                                 | Francie                                                                       | Thierry Gueorgiou                                                             | 30:49                                                                         | 0:00                                                                          | Zlatá medaile                                                                 | Norsko                                                                        | Hanne Staff                                                                   | 29:58                                                                         | 0:00                                                                          |
| Stříbrná medaile                                                              | Finsko                                                                        | Jarkko Huovila                                                                | 32:01                                                                         | +1:12                                                                         | Stříbrná medaile                                                              | Litva                                                                         | Dainora Alsauskaitė                                                           | 30:24                                                                         | +0:26                                                                         |
| Bronzová medaile                                                              | Švédsko                                                                       | Emil Wingstedt                                                                | 32:10                                                                         | +1:21                                                                         | Bronzová medaile                                                              | Ukrajina                                                                      | Tatyana Riabkina                                                              | 30:53                                                                         | +0:55                                                                         |
| 20.                                                                           | Česko                                                                         | Vladimír Lučan                                                                | 34:08                                                                         | +3:19                                                                         | 22.                                                                           | Česko                                                                         | Dana Brožková                                                                 | 33:21                                                                         | +3:23                                                                         |
| 26.                                                                           | Česko                                                                         | Michal Horáček                                                                | 34:50                                                                         | +4:01                                                                         | 32.                                                                           | Česko                                                                         | Zdenka Stará                                                                  | 34:48                                                                         | +4:50                                                                         |
| 36.                                                                           | Česko                                                                         | Michal Smola                                                                  | 36:07                                                                         | +5:18                                                                         |                                                                               |                                                                               |                                                                               |                                                                               |                                                                               |
| Oficiální výsledky (Archiv)                                                   |                                                                               |                                                                               |                                                                               |                                                                               |                                                                               |                                                                               |                                                                               |                                                                               |                                                                               |

## Výsledky Klasická trať (Long)
Závod na dlouhé trati se uskutečnil 16. července 2004 v lesním komplexu Klinteskoven na ostrově Møn. Trať byla fyzicky náročná s výrazným převýšením, což přidalo na obtížnosti zejména v závěrečných pasážích závodu. Mužskou kategorii ovládl Kalle Dalin (Švédsko), který předvedl konzistentní výkon a efektivní volby postupů. Stříbro získal Mats Haldin (Finsko), který si udržel vysoké tempo po celou trať. Bronz vybojoval Emil Wingstedt (Švédsko), čímž potvrdil svou vynikající formu na šampionátu. V ženách zvítězila Simone Niggli-Luder (Švýcarsko), která byla ve své kategorii dominantní a zvítězila s výrazným náskokem. Stříbrnou medaili si odvezla Emma Engstrand (Švédsko), která v závěru závodu dokázala zrychlit a uhájit své umístění. Bronz získala Tatiana Rjabkina (Rusko), která i přes drobné chyby udržela pozici mezi nejlepšími.  Dlouhá trať byla závodníky hodnocena jako mimořádně fyzicky náročná, přičemž klíčovou roli hrála správná volba postupů a efektivní práce s vrstevnicemi.
| Výsledky Klasická trať (Long)                                                  | Výsledky Klasická trať (Long)                                                  | Výsledky Klasická trať (Long)                                                  | Výsledky Klasická trať (Long)                                                  | Výsledky Klasická trať (Long)                                                  | Výsledky Klasická trať (Long)                                                 | Výsledky Klasická trať (Long)                                                 | Výsledky Klasická trať (Long)                                                 | Výsledky Klasická trať (Long)                                                 | Výsledky Klasická trať (Long)                                                 |
| Muži                                                                           | Muži                                                                           | Muži                                                                           | Muži                                                                           | Muži                                                                           | Ženy                                                                          | Ženy                                                                          | Ženy                                                                          | Ženy                                                                          | Ženy                                                                          |
| ------------------------------------------------------------------------------ | ------------------------------------------------------------------------------ | ------------------------------------------------------------------------------ | ------------------------------------------------------------------------------ | ------------------------------------------------------------------------------ | ----------------------------------------------------------------------------- | ----------------------------------------------------------------------------- | ----------------------------------------------------------------------------- | ----------------------------------------------------------------------------- | ----------------------------------------------------------------------------- |
| - Traťové parametry: 14,5 km, 29 kontrol, 560m převýšení - Mapa : Klinteskoven | - Traťové parametry: 14,5 km, 29 kontrol, 560m převýšení - Mapa : Klinteskoven | - Traťové parametry: 14,5 km, 29 kontrol, 560m převýšení - Mapa : Klinteskoven | - Traťové parametry: 14,5 km, 29 kontrol, 560m převýšení - Mapa : Klinteskoven | - Traťové parametry: 14,5 km, 29 kontrol, 560m převýšení - Mapa : Klinteskoven | - Traťové parametry: 9,6 km, 21 kontrol, 340m převýšení - Mapa : Klinteskoven | - Traťové parametry: 9,6 km, 21 kontrol, 340m převýšení - Mapa : Klinteskoven | - Traťové parametry: 9,6 km, 21 kontrol, 340m převýšení - Mapa : Klinteskoven | - Traťové parametry: 9,6 km, 21 kontrol, 340m převýšení - Mapa : Klinteskoven | - Traťové parametry: 9,6 km, 21 kontrol, 340m převýšení - Mapa : Klinteskoven |
| Umístění                                                                       | Země                                                                           | Jméno a příjmení                                                               | Čas                                                                            | Ztráta                                                                         | Umístění                                                                      | Země                                                                          | Jméno a příjmení                                                              | Čas                                                                           | Ztráta                                                                        |
| Zlatá medaile                                                                  | Švédsko                                                                        | Kalle Dalin                                                                    | 83:40                                                                          | 0:00                                                                           | Zlatá medaile                                                                 | Švýcarsko                                                                     | Simone Niggli-Luder                                                           | 62:04                                                                         | 0:00                                                                          |
| Stříbrná medaile                                                               | Finsko                                                                         | Mats Haldin                                                                    | 83:58                                                                          | +0:18                                                                          | Stříbrná medaile                                                              | Švédsko                                                                       | Emma Claesson                                                                 | 65:45                                                                         | +3:41                                                                         |
| Bronzová medaile                                                               | Švédsko                                                                        | Emil Wingstedt                                                                 | 84:41                                                                          | +1:01                                                                          | Bronzová medaile                                                              | Ukrajina                                                                      | Tatyana Riabkina                                                              | 65:53                                                                         | +3:49                                                                         |
| 6.                                                                             | Česko                                                                          | Michal Horáček                                                                 | 85:50                                                                          | +2:10                                                                          | 26.                                                                           | Česko                                                                         | Marta Štěrbová                                                                | 77:23                                                                         | +15:19                                                                        |
| 34.                                                                            | Česko                                                                          | Radovan Čech                                                                   | 93:12                                                                          | +9:32                                                                          | 31.                                                                           | Česko                                                                         | Zuzana Stehnová                                                               | 78:37                                                                         | +16:33                                                                        |
| 42.                                                                            | Česko                                                                          | Petr Losman                                                                    | 96:38                                                                          | +12:58                                                                         | 36.                                                                           | Česko                                                                         | Zdenka Stará                                                                  | 80:46                                                                         | +18:42                                                                        |
| 44.                                                                            | Česko                                                                          | Vladimír Lučan                                                                 | 96:38                                                                          | +12:58                                                                         |                                                                               |                                                                               |                                                                               |                                                                               |                                                                               |
| 46.                                                                            | Česko                                                                          | Jaromír Švihovský                                                              | 99:16                                                                          | +15:36                                                                         |                                                                               |                                                                               |                                                                               |                                                                               |                                                                               |
| Oficiální výsledky (Archiv)                                                    |                                                                                |                                                                                |                                                                                |                                                                                |                                                                               |                                                                               |                                                                               |                                                                               |                                                                               |

## Výsledky štafetových závodů
Štafetové závody se konaly 17. července 2004 v Klinteskoven, čímž mistrovství vyvrcholilo napínavými souboji mezi reprezentačními týmy. Mužskou kategorii ovládlo Finsko, jehož tým ve složení Jarkko Huovila, Pasi Ikonen a Mats Haldin zvítězil po skvělém výkonu na posledním úseku. Stříbro získalo domácí Dánsko, které těžilo z výborného finiše Carstena Jørgensena. Třetí místo obsadil tým Švédska, který si udržel pozici mezi elitou díky konzistentním výkonům všech členů štafety. V ženské kategorii zvítězil tým Švédska ve složení Gunilla Svärd, Jenny Johansson a Karolina Arewång-Höjsgaard, které si udržely vedení po většinu závodu. Stříbro získalo Norsko, kde se na posledním úseku blýskla zkušená Hanne Staff. Bronzovou příčku obsadilo Rusko, jehož štafeta dokázala těžit ze silného startu a stabilního výkonu na všech úsecích. Štafety přinesly dramatické souboje a ukázaly důležitost strategického rozvržení sil v týmovém závodě. 
| Zlatá medaile               | Finsko (Jarkko Huovila, Pasi Ikonen, Mats Haldin)         | 126:32 | –     | Zlatá medaile    | Švédsko A (Karolina Arewång-Höjsgaard, Jenny Johansson, Gunilla Svärd) | 114:18 | –      |
| Stříbrná medaile            | Dánsko (Chris Terkelsen, René Rokkjær, Carsten Jørgensen) | 126:42 | +0:10 | Stříbrná medaile | Norsko (Marianne Andersen, Elisabeth Ingvaldsen, Hanne Staff)          | 114:29 | +0:11  |
| Bronzová medaile            | Švédsko (Kalle Dalin, Johan Modig, Emil Wingstedt)        | 126:47 | +0:15 | Bronzová medaile | Rusko (Natalya Korzhova, Olga Belorzova, Tatyana Rjabkina)             | 118:36 | +4:18  |
| 10.                         | Česko A (Vladimír Lučan, Michal Horáček, Michal Smola)    | 130:04 | +3:32 | 8.               | Česko A (Marta Štěrbová, Martina Dočkalová, Zuzana Macúchová)          | 121:49 | +7:31  |
| 11.                         | Česko B (Tomáš Dlabaja, Petr Losman, Jaromír Švihovský)   | 132:47 | +6:15 | 11.              | Česko B (Eva Pekárková, Zuzana Stehnová, Zdenka Stará)                 | 125:27 | +11:09 |
| Oficiální výsledky (Archiv) |                                                           |        |       |                  |                                                                        |        |        |

## Medailové pořadí podle zemí
Pořadí zúčastněných zemí podle získaných medailí v jednotlivých závodech mistrovství (tzv. olympijského hodnocení).
| Medailové pořadí podle zemí | Medailové pořadí podle zemí | Medailové pořadí podle zemí | Medailové pořadí podle zemí | Medailové pořadí podle zemí | Medailové pořadí podle zemí |
| Pořadí                      | Stát                        | Zlatá medaile               | Stříbrná medaile            | Bronzová medaile            | Celkem                      |
| --------------------------- | --------------------------- | --------------------------- | --------------------------- | --------------------------- | --------------------------- |
| 1                           | Švédsko                     | 3                           | 2                           | 3                           | 8                           |
| 2                           | Švýcarsko                   | 2                           | 0                           | 0                           | 2                           |
| 3                           | Finsko                      | 1                           | 2                           | 1                           | 4                           |
| 4                           | Norsko                      | 1                           | 1                           | 0                           | 2                           |
| 5                           | Francie                     | 1                           | 0                           | 0                           | 1                           |
| 6                           | Rusko                       | 0                           | 1                           | 4                           | 5                           |
| 7                           | Litva                       | 0                           | 1                           | 0                           | 1                           |
| 7                           | Dánsko                      | 0                           | 1                           | 0                           | 1                           |